# Ars dictandi
El ars dictandi, también conocido como ars dictaminis o ars dictaminum, del latín dictare, 'dictar' (que en la Edad Media, pasó a 'componer'), caracterizó la capacidad de escribir epístolas (epistolografía) durante toda la época medieval. Este arte de escribir cartas a menudo se cruza con el arte de la retórica.

## Historia  de la escritura de cartas

### Teoría grecorromana
Ejemplos tempranos de la teoría de la escritura de epístolas pueden encontrarse en Ars rhetorica de Cayo Julio Víctor y Variae epistolae de Casiodoro. Otros ejemplos pueden encontrarse en Typoi epistolikoi de Pseudo-Demetrio, Epistolimaioi kharacteres de Pseudo-Libanio, Peri hermeneias de Demetrio de Falero, el tratado de Filóstrato de Lemnos y la Epístola 51 de Gregorio Nacianceno.

### Edad Media latina
Durante esta época medieval, se daba por sentado que estos escritos se compondrían en latín y según modelos bien elaborados. Las artes de la composición se convirtieron así en un subcampo de la retórica.
Esta actividad estaba generalmente encomendada al dictator, persona culta que escribía cartas por encargo oficial, generalmente redactadas en cancillerías papales y laicos. Para facilitar las tareas del dictator se elaboraron modelos ficticios de epístolas, según el grado de importancia de los destinatarios, en los que se conseguía la máxima elegancia estilística gracias también al cursus.
Posteriormente, se elaboraron también consejos teóricos relativos al ornamento retórico y la composición armoniosa de las secciones, dado que la epístola era considerada una oratoria y por tanto obligada a respetar sus reglas, consistente en secciones secuenciales a insertar, comenzando por la salutatio, continuando con el exordium y la narratio y finalizando con la conclusio.
Entre las figuras importantes en el desarrollo temprano de la escritura de epístolas y la composición de documentos en latín se encuentran Alberico de Montecassino (Dictaminum radii, Breviarium), su crítico Adalberto de Samaria (Praecepta dictaminum, c. 1120), Hugo de Bolonia (Rationes dictandi prosaice, c. 1120), Aurea gemma, anónimo (c. 1119), Rationes dictandi, anónimo (1135), Precepta prosaici dictaminis secundum Tullium, anónimo (c. 1140), Introductiones prosaici dictaminis de Bernardo de Romaña (1145), Ad plenam scientiam dictaminum, anónimo (c. 1140). Lorenzo de Aquileia (Practica sive usus dictaminis, c. 1300) es un ejemplo muy posterior del género.
El canciller Alberto di Morra (futuro papa Gregorio VIII) formalizó las reglas del ars dictandi, en el manual Forma dictandi. Con el paso del tiempo, en torno al siglo XI, el ars dictandi se convirtió en el modelo de cualquier dictado, incluida también la literatura de invención, tanto escrita en latín como en lenguaje vulgar.
Adalberto de Samaria fue el primer magister de ars dictandi de la Universidad de Bolonia que puede identificarse con cierta certeza.
Las convenciones de las cartas incluyen alguna forma de dirección (por ejemplo, 'Venerable maestro'); saludo ('Te saludo bien'); notificación (“Que le plazca saber”); exposición (“la lana fue embarcada”); disposición (“y quiero mi dinero”); y despedida ('Que Dios te guarde bien, al menos hasta que pague mi factura'). Los secretarios y escribas escribieron las cartas basándose en esas reglas.

### Europa moderna temprana
La escritura de cartas del Renacimiento, inspirada por el redescubrimiento de las cartas de Cicerón, amplió el alcance de la enseñanza de la escritura de cartas.